# ویلی موکاتسیان
ویلی هوهانسی موکاتسیان (ارمنی: Վիլլի Հովհաննեսի Մոկացյան زاده ۲۲ اکتبر ۱۹۳۲ - درگذشته ۲۶ ژانویهٔ ۱۹۹۷) یک نوازنده ویولن اهل ارمنستان بود. وی بین سال‌های تا میلادی فعالیت می‌کرد.

## زندگی‌نامه
وی در ۲۲ اکتبر ۱۹۳۲ در ایروان به دنیا آمد و از مدرسه موسیقی چایکوفسکی ایروان فارغ‌التحصیل شد. وی همچنین برندهٔ جوایزی همچون هنرمند شایسته ارمنستان شوروی (۱۹۷۴) شده است. وی در ۲۶ ژانویهٔ ۱۹۹۷ در سن ۶۴ سالگی در ایروان درگذشت.